# 希律·阿基勞斯
希律·阿基勞斯（Herod Archelaus；Hērōidēs Archelaos；公元前23年－约18年）是一名猶太分封王，於前4年至6年代表羅馬帝國統治包括耶路撒冷的猶地亞、以東和撒瑪利亞地區。他是希律猶太王國大希律王之子和加利利分封王希律·安提帕斯的哥哥。阿基勞斯（名字意為「領導人民」）於前4年在其父大希律死後登基，統治父王一半的領土。在奎利尼烏斯人口普查時羅馬帝國皇帝奧古斯都廢黜了阿基勞斯，猶太行省正式成立。

## 生平

阿基勞斯的領地

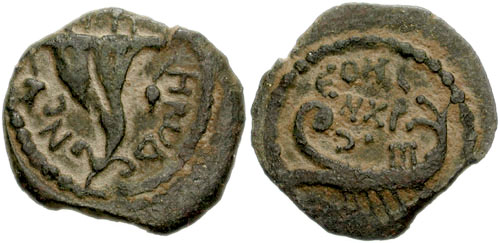
阿基勞斯的硬幣

猶太歷史學家弗拉維奧·約瑟夫斯寫道，阿基勞斯的父王大希律王臨終時正在耶利哥。就在他最後一次前往耶利哥之前，他深陷一場宗教衝突。希律在第二聖殿入口處安放了一隻金鷹（羅馬帝國的象徵），這被視為褻瀆神明的象徵。 這隻鷹被民眾用斧頭砍倒。兩名拉比和大約40名其他年輕人因此被逮捕並被處死。希律為自己的所作所為辯護，並繼續攻擊前朝哈斯蒙尼王朝；還殺死了哈斯蒙尼王朝的所有男性直系繼承人。法利賽人長期以來也侮辱哈斯蒙尼人，聲稱他們的血統是希臘人。在亚历山大·詹纳乌斯和莎乐美·亚历山德拉的統治期間，法利賽人曾使用這種種族歧視的語言。
在闡述了這些明確的背景之後，約瑟夫開始闡述阿基勞斯在公元前4年逾越節前的統治時期。阿基勞斯身著白衣，登上黃金寶座。他似乎對耶路撒冷的民眾很友善，以此安撫他們希望降低稅收並結束對希律王朝政敵的政治監禁的渴望。質詢的氣氛似乎在某個時刻發生了轉變，民眾開始要求懲罰那些下令處死兩名拉比和四十名青年的希律黨人。他們也要求更換大祭司，將他的父親所任命的大祭司換成一位「更虔誠和純潔」的大祭司。阿基勞斯同意了這項要求，並請求民眾保持克制，直到羅馬帝國皇帝奧古斯都確認他為猶地亞國王。
當人們為拉比的死而哀悼時，阿基勞斯開始擔心，因為人群開始湧入聖殿，而且群眾的威脅行為也不斷升級。聖經學者亨利·聖約翰·薩克雷翻譯的約瑟夫斯著作中如此記載：“那些為博士們哀悼的人站在聖殿裡，為他們的派系招募新成員。”於是，阿基勞斯派了一位羅馬將軍和一位“率領羅馬軍團大隊的護民官”去勸說這些“煽動叛亂分子”，並等待阿基勞斯從帝國首都羅馬城回來。從阿基勞斯回來的人被石刑，許多人被殺。午夜過後，阿基勞斯命令進軍耶路撒冷城，前往叛亂分子聚集舉行祭祀的聖殿區域；約瑟夫斯記錄的死亡人數為3000人。阿基勞斯派信差在城內四處宣告取消逾越節。
阿基勞斯被羅馬軍隊擁立為國王，但他拒絕在向羅馬皇帝奧古斯都確認他的主權之前接受這一頭銜；因此，他乘船前往羅馬，在那裏他弟弟希律·安提帕斯指控他處理最近的騷亂的方式以及兩人之間的繼承權衝突。外交官大馬士革的尼古拉斯為阿基勞斯辯護，主張修改希律王的遺囑（據說該遺囑幾週前就已寫成，將王位移交給阿基勞斯而非安提帕斯）是有效的。耶利哥一位名叫「托勒密」的人證實了這項修改，他是希律王印章的掌管者，也是尼古拉斯的兄弟。

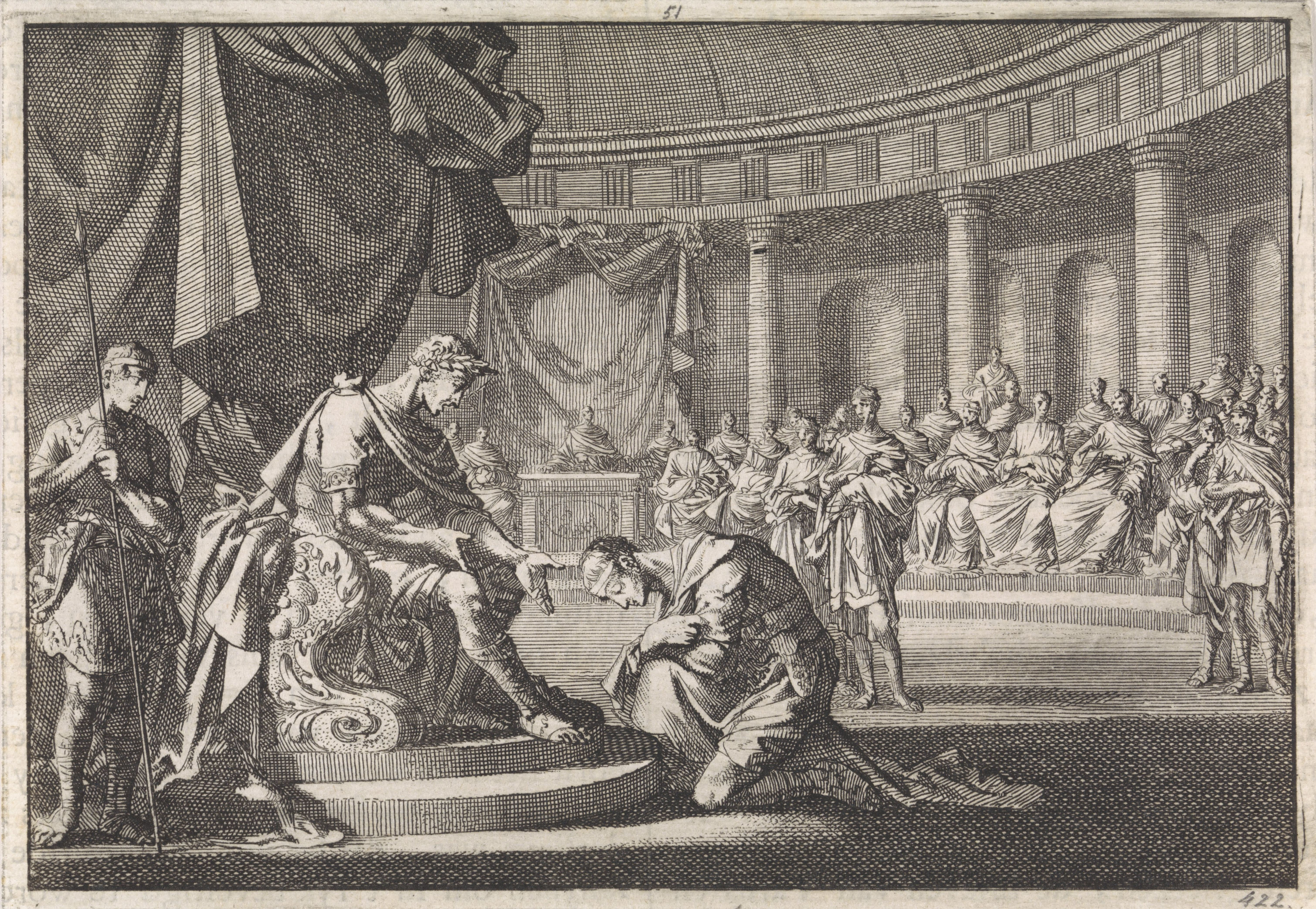
“阿基勞斯跪在奧古斯都面前”（簡·盧肯繪於1704年）

辯論結束後，阿基勞斯跪倒在奧古斯都腳下。奧古斯都扶起他，稱讚阿基勞斯「配得上繼承他父親的王位」。奧古斯都選擇分割希律猶太王國，將猶太最重要的地區（包括耶路撒冷的猶地亞、以東和撒瑪利亞）託付給阿基勞斯，建立希律四王制，並授予他希律王朝「族長」的頭銜。
約瑟夫斯將阿基勞斯的第一任妻子簡單地稱為米利暗，可能是米利暗三世，阿里斯托布魯斯四世之女，他與米利暗離婚後娶了格拉菲拉，她是阿基勞斯哥哥亞歷山大的遺孀，儘管她的第二任丈夫，毛里塔尼亞王國國王尤巴二世當時還健在。阿基勞斯的臣民向奧古斯都抱怨阿基勞斯違反了摩西律法。阿基勞斯聲名狼藉，在位第十年被廢黜，被放逐到高盧行省（今法國）的维埃纳。 撒馬利亞、猶地亞和以東成為羅馬帝國的猶太行省。也就是說，假若阿基勞斯沒有被羅馬帝國剝奪權力，他將是審判耶穌的人，而不是彼拉多。

## 聖經中的阿基勞斯
馬太福音第2章第22節描述了耶穌的養父約瑟得知阿基勞斯繼承大希律王為新的猶太王後決定前往加利利地區（由阿基勞斯的兄弟希律·安提帕斯管治）。這也解釋了耶穌為什麼在伯利恆出生但在拿撒勒長大。
在路加福音第19章中，耶穌所講述的按才幹受責任的比喻的開頭和結尾，可能指的是阿基勞斯前往羅馬的旅程。一些解經家由此得出結論，耶穌的比喻和佈道運用了人們熟悉的事件作為例子，將他的靈性教訓生動地呈現出來。另一些人則認為，這種典故源自於後來耶穌寓言在口述傳統中的改編，早於福音書的記載。
一位貴族前往遠方，想要獲得一個王國然後返回⋯⋯但他的同胞憎恨他，派使者追趕他，說：「我們不願意這個人作我們的王。」⋯⋯「至於我那些不願意我作他們王的仇敵，把他們帶到這裡，在我面前殺了他們。」（路加福音第19章第12節、第19章第14節、第19章第27節）
根據埃塞俄比亞基督教偽經《使徒書信》，耶穌被釘十字架時，阿基勞斯正代表羅馬統治奇里乞亚。除了埃塞俄比亞語和科普特語版本的《使徒書信》之外，沒有其他主要來源支持這一觀點。